# Tove Ditlevsen
Tove Ditlevsen (n. 14 decembrie 1917, Copenhaga, Danemarca – d. 7 martie 1976, Copenhaga, Danemarca) a fost o scriitoare daneză.

## Biografie

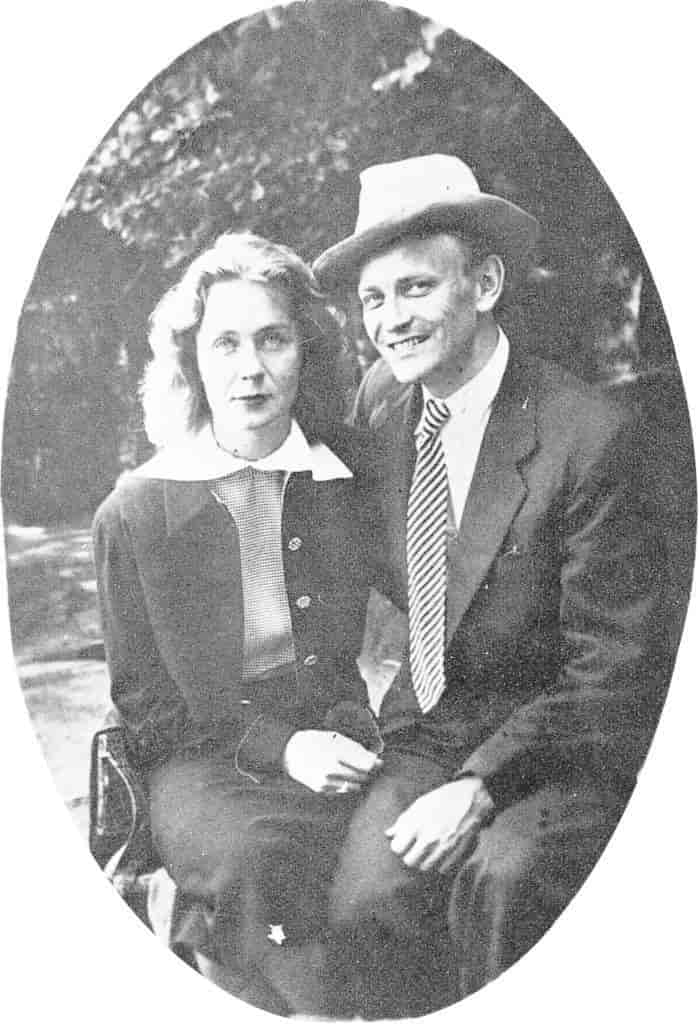
Tove Ditlevsen și Victor Andreasen (1951)

Tove Ditlevsen s-a născut în 1917, părintii fiind Kirstine Alfrida Mundus (1890–1965) și Ditlev Nielsen Ditlevsen (1880–1972). Ea provenea din mediul muncitoresc din Copenhaga, din districtul Vesterbro. A părăsit școala la paisprezece ani și casa părinților ei la șaptesprezece; a devenit servitoare și funcționară. În acest timp ea scria deja poezie.
În prima ei căsătorie, în 1939, s-a căsătorit cu scriitorul și jurnalistul Viggo Frederik Møller, care era cu 30 de ani mai mare cu ea. În același an a debutat cu colecția de poezie Pigesind (Sensul fetei). Mai târziu a mai fost căsătorită de trei ori: în a doua căsătorie cu Ebbe Munk (1942-1945), cu care a avut o fiică: Helle Munk (1943-2008); în a treia căsătorie cu Carl T. Ryberg (1945-1950), cu care a avut un fiu: Michael Ryberg (1946-1999); și în cea de-a patra căsătorie cu Victor Andreasen (1951–1973), cu care a avut un fiu: Peter Andreasen (n. 1954).
În romanele sale autobiografice ea și-a descris viața: tinerețea din mediul muncitoresc, eșecul căsătoriilor și crizele ei (avorturi, dependență, sevraj, psihoze depresive și gânduri suicidare). Ditlevsen a lucrat adesea la conflictele emoționale din copilăria și tinerețea ei. În Barndommens gade (Strada copilăriei) (1943), „un roman care a devenit deja un clasic în Danemarca” , ea descrie mediul cartierului ei muncitoresc. În cel mai cunoscut roman al său, Ansigterne (Chipurile) (1968), ea descrie o psihoză bazată pe propria experiență cu o intensitate înspăimântătoare. Titlul danez Gift (1971) este ambiguu, însemnând atât „căsătorit”, cât și „otrăvire”; lucrarea este despre primele ei trei căsătorii relativ scurte. Ditlevsen a lucrat și ca agony aunt pentru o revistă daneză.
Ea a primit câteva premii; În cartierul Vesterbro din Copenhaga, „Tove Ditlevsen Plads” a fost numit după ea. Cântăreața și compozitoarea norvegiană Kari Bremnes a produs primul ei CD în 1987, cu decoruri din poeziile lui Ditlevsen.
Tove Ditlevsen a murit din cauza unei supradoze de somnifere pe care o luase între 4 și 7 martie 1976. Cadavrul ei a fost găsit pe 8 martie. Cu doi ani înainte de moartea ei, ea încercase deja să se sinucidă în Rude Skov, o pădure la nord de Copenhaga. Este înmormântată la Vestre Kirkegård din Copenhaga alături de fiul ei Michael Ryberg, care a murit într-un accident de mașină în 1999.

## Publicații

### Ediții originale
- 1941: Man gjorde et barn fortræd (roman)
- 1943: Barndommens gade (roman)
- 1947: Blinking Lygter (poezii)
- 1948: Dommeren (nuvelele)
- 1952: Nattens droning (novela)
- 1960: Către som elsker hinanden (roman)
- 1963: Den onde lykke (novelas)
- 1967: Barndom (Memorii)
- 1967: Ungdom (Memorii)
- 1971: Poison (Memorii)
- 1973: Parenteser (eseuri)
- 1975: Vilhelms værelse (roman)

## Premii (selecție)
- 1942 Carl Møllers Legat
- 1942 Emma Bærentzens Legat
- 1945 Drachmannlegatet
- 1953 Tagea Brandts Rejselegat
- 1954 Emil Aarestrup Medalje
- 1955 De Gyldne Laurbær
- 1959 Børnebogspris
- 1971 Premiul Søren Gyldendal